# Ben 10: Alien Force (computerspel)
Ben 10: Alien Force is een videospel gebaseerd op de gelijknamige animatieserie. Het spel werd in Noord-Amerika uitgebracht op 28 oktober 2008.

## Plot
De speler neemt de rol aan van Ben Tennyson, Gwen Tennyson en Keven Levin. De drie komen op het spoor van de Forever Knights, die bezig zijn buitenaardse technologie te verschepen. Ze worden bijgestaan door een plumber genaamd Gorvan, die later een verrader blijkt te zijn. Tevens komt het drietal oog in oog te staan met de Highbreed en de DNAliens.

## Bespeelbare aliens
- Swampfire
- Big Chill (enkel Wii, PS2, en PSP)
- Spidermonkey (Enkel Wii, PS2, en PSP)
- Jetray (Enkel Wii, PS2, en PSP)
- Humongousaur
- Goop (enkel DS)
- Echo Echo (enkel DS)
- Chromastone (enkel DS)

## Eindbazen
- Techadon (Enkel DS)
- Mech Dragon (Enkel Wii, PS2, en PSP)
- Vulkanus (Enkel Wii, PS2, en PSP)
- DNAlien Kevin (Enkel Wii, PS2, en PSP)
- Gorvan
- DNAlien Wildvine (Enkel DS)
- Highbreed Commander

## Levels
- Knight-Mare at the Pier
- The Forest Mid-evil
- Bombs Away!
- A Few Bad Eggs
- Plumber Trouble
- Rural Rumble
- Running on Autopilot
- A Change In The Weather